# Puchar Świata w Chodzie Sportowym 1995
17. Puchar Świata w Chodzie Sportowym – zawody lekkoatletyczne, które odbyły się w 1995 roku w Pekinie.

## Rezultaty

### Mężczyźni
|               | 1. miejsce     | Rezultat | 2. miejsce          | Rezultat | 3. miejsce       | Rezultat |
| Chód na 20 km | Li Zewen       | 1:19:44  | Michaił Szczennikow | 1:19:58  | Bernardo Segura  | 1:20:32  |
| Chód na 50 km | Zhao Yongsheng | 3:41:20  | Jesús Ángel García  | 3:41:54  | Valentin Kononen | 3:42:50  |

### Kobiety
|               | 1. miejsce   | Rezultat | 2. miejsce        | Rezultat | 3. miejsce | Rezultat |
| Chód na 10 km | Gao Hongmiao | 42:19    | Jelena Nikołajewa | 42:32    | Liu Hongyu | 42:49    |